# Óscar Meneses
Óscar Alberto Meneses Roa (Santiago de Chile, 7 de marzo de 1960) es un exfutbolista profesional chileno y entrenador de fútbol.
Nació y se crio en Santiago siendo hijo de Óscar Meneses Brigueras y Olga Roa Chamorro. Se inició como futbolista en Universidad Católica  como jugador desde 1979 y entrenador de las divisiones inferiores de 1990 a 1992. En 1993 encabezó el cuerpo técnico de Audax Italiano, en 1999 llegó a Unión Española, en el año 2003 director técnico de la Universidad Católica, y en el 2005 fue entrenador de Universidad de Concepción, fue gerente deportivo de Audax Italiano desde el año 2008 a julio de 2016. Luego, fue nombrado gerente deportivo de Colo-Colo, pero al demorar la tramitación de la contratación de Jorge Valdivia fue removido de su puesto.
En 2018, se desempeñó como auxiliar Técnico de Juvenal Olmos con los Tiburones Rojos de Veracruz.

## Clubes

### Como jugador
| Club                 | País    | Año       |
| -------------------- | ------- | --------- |
| Universidad Católica | Chile   | 1979-1982 |
| Naval                | Chile   | 1982-1983 |
| Trasandino           | Chile   | 1984      |
| Real Oviedo          | España  | 1985      |
| Unión San Felipe     | Chile   | 1986      |
| Provincial Osorno    | Chile   | 1987      |
| Rangers de Talca     | Chile   | 1988      |
| La Louvière          | Bélgica | 1989      |

### Como entrenador
| Club                      | País  | Año       |
| ------------------------- | ----- | --------- |
| Audax Italiano            | Chile | 1993-1994 |
| Universidad Católica      | Chile | 2003      |
| Universidad de Concepción | Chile | 2004      |
| Audax Italiano            | Chile | 2005      |
| O'Higgins                 | Chile | 2006      |

### Como dirigente
| Club               | País  | Año        |
| ------------------ | ----- | ---------- |
| Audax Italiano     | Chile | 2008 -2016 |
| Colo-Colo          | Chile | 2016-2017  |
| Deportes Melipilla | Chile | 2018       |